# Trio Virgulino
Trio Virgulino, banda brasileira de Forró pé-de-serra que conquistou o público de São Paulo nos anos 1980 formada por Roberto Pinheiro (zabumba/vocal), Adelmo Nascimento (triângulo/vocal) e Enok Virgulino (sanfona/vocal). Reconhecida por fazer parte do início do movimento “Forró Universitário” que fez com que o tradicional forró pé-de-serra nordestino conquistasse um público fiel por todo o país. Atualmente (2025) a banda é formada por Roberto Pinheiro (Zabumba/Vocal), Robson Pinheiro (Sanfona/Vocal), Denise (Triangulo/Vocal) e Zumbi (Vocal/Zabumba).

## História
Atualmente (2025) o Trio virou um quarteto e sua nova formação conta com Denise (triângulo/vocal), Roberto Pinheiro(zabumba/vocal), Robson Pinheiro (sanfona/vocal) e Zumbi (voz/zabumba). O TRIO VIRGULINO faz parte da história do forró. Com 50 anos de carreira, são os responsáveis pelo resgate do ritmo tipicamente brasileiro: o forró  pé-de-serra.
Sucesso absoluto desde os anos 90, fazem em média 25 apresentações por mês, e já contaram com participações ilustres de nomes como Caetano Veloso, Elba Ramalho, Moraes Moreira, Dominguinhos e Osvaldinho do Acordeom entre tantos outros.
Com uma história iniciada no nordeste, a histórica carreira da banda começou a ter destaque em São Paulo por volta de 1980.  Adelmo deixou a enxada de lado e saiu da cidade de Parnamirim–PE, rumo a São Paulo onde em seguida encontrou Enok Virgulino e seu irmão Jaime. Inicialmente este era o TRIO VIRGULINO, que não acreditava muito que um ritmo tão nordestino pudesse ganhar admiradores na cidade grande.
Quando a situação já parecia sem solução participaram de um programa de calouros na Rádio Clube de Americana, que oferecia uma cesta básica ao ganhador. Na seleção o violeiro que acompanhava todos os calouros não conseguiu acompanhar o tom, rapidamente Enok pegou sua sanfona e acompanhou os calouros. O radialista Geraldo Pinhaneli ficou tão feliz que o TRIO VIRGULINO ganhou a cesta básica e um salário para participar dos programas.
Em apenas três dias ficaram conhecidos na cidade de Americana e toda a região conseguindo destaque pelo interior de São Paulo. No final de 1982 Jaime retornou para Pernambuco e foi assim que Roberto, amigo de infância de Enok, passou a integrar o TRIO VIRGULINO.
Aos poucos o sonho foi se tornando realidade, em 1986 gravaram o primeiro trabalho independente "Beijo Moreno" e em 1996 "Trio Virgulino Ao Vivo".
No início dos anos 1990 o grupo recebeu convites para se apresentar em Universidades. O primeiro show foi realizado na Unicamp, o sucesso foi tão grande que receberam convites para se apresentar também na USP e na PUC. A cada dia o público universitário ia se tornando mais fiel, acompanhando todos os shows. Foi assim que nasceu o "Forró Universitário" grande responsável pelo surgimento de bandas como: Falamansa, Bicho de Pé e Rastapé. Na época seus integrantes eram universitários que curtiam os shows do TRIO VIRGULINO. Não é toa que hoje o TRIO VIRGULINO é padrinho destas bandas. Com o reconhecimento do público e das casas especializadas neste segmento o TRIO VIRGULINO gravou mais dois trabalhos: "Forró e Paixão (1998)" e "O Beijo que você me deu (1999)".
Com o estouro o TRIO VIRGULINO pôde levar o melhor da música brasileira para o mundo, visitando países como França, EUA, Inglaterra e Espanha, despertando assim a atenção da Gravadora Deck Disck – Abril Music, que os contratou e lançou em Junho de 2001 "Coração Feliz", produzido por João Augusto com participações especiais de Falamansa e Dominguinhos. Retratando de forma clara a alegria e espontaneidade desses três pernambucanos que conquistaram o Brasil.
E no ano de 2005 o a banda entra com o pé direito lançando seu sexto trabalho, "Forró do Futuro", fruto de um esforço coletivo entre a banda e a produtora FS Eventos. Em clima de comemoração pelos 26 anos de muito Forró, a música de trabalho é uma releitura do clássico "Superfantástico (Inácio Ballesteros/Difelisatti)". Entre as 14 faixas deste trabalho, 09 são composições próprias e 03 contam com participações dos amigos conquistados nestes 26 anos de forró como: Tato (Falamansa), Elba Ramalho e Dominguinhos.
No ano de 2018, o sanfoneiro Enok Virgulino, depois de 38 anos junto ao Trio Virgulino, decidiu seguir carreira solo e quem assumiu foi o jovem músico Timba do Acordeon. 
Em 2019, o Trio ganhou uma nova formação (Robson Pinheiro, filho de Roberto, assumiu a sanfona e os vocais). Assim o Trio trouxe novas composições além de parcerias com artistas renomados do cenário nacional. Com as canções: 
- “Santinha” - Zé Adriano e Trio Virgulino (2021)
- “Na Luz do Lampião” -  Trio Virgulino e Miguel Netto (2022)
- “Eu Não Vou Dançar Sozinho” - Trio Virgulino e Edson e Hudson (2022)
- “Show de Cores” - Trio Virgulino e Rastapé (2023)

Quanto aos shows, o Trio nunca deixou de viajar Brasil afora, sempre mostrando o lado irreverente e músicas tradicionais do forró pé-de-serra, marcas registradas do Trio mais querido do Brasil.
Em junho de 2025, em plenos festejos juninos, tão importantes para toda a comunidade do forró, o TRIO VIRGULINO passa a ter  uma nova formação. Desta vez, o trio virou um quarteto. Roberto Pinheiro, convidou Denise e Zumbi, para integrar o projeto junto a ele e Robson Pinheiro.
Denise e Zumbi são frequentadores dos eventos de forró pé-de-serra desde que o estilo começou a estar cada vez mais presente na cidade de São Paulo. Ambos se conheceram nestes eventos e juntos inclusive viram nascer o “Forró Universitário” e todo este movimento. Logo ao se conhecerem viraram um casal e passaram a ser presença frequente nas principais festas de forró, casas de forró, festivais de forró. Com o tempo acabaram virando amigos de muitas das bandas, inclusive do próprio Trio Virgulino, que passou a incentivá-los a formar uma banda, e isso aconteceu, Denise e Zumbi junto com Mario Torres formaram o “Forró Bolado”,  com esta banda começaram a se apresentar em diversos espaços e foram ficando cada vez mais conhecidos, inclusive Robson Pinheiro fez parte desta banda como sanfoneiro no início de sua carreira. 
Em meados dos anos 2000, fizeram uma pausa, mas novamente com incentivo de amigos, conhecidos e a galera do forró voltaram aos palcos, desta vez como “Maria Loira”. 
Após algum tempo da banda circulando por muitas casas de forró e em vários eventos, o vocalista Mario Torres decidiu se mudar para a Europa, Denise e Zumbi assumiram os vocais, mas com o nascimento do primeiro filho do casal, a banda novamente fez uma pausa. Porém, tanto Denise como Zumbi, frequentemente continuaram sendo convidados a tocar com artistas renomados do forró. Denise como triangulista e Zumbi como zabumbeiro. 
E agora, 28 anos depois, os padrinhos que tanto incentivaram o casal em ter sua própria banda, resolveram trazer os afilhados para mais perto e Roberto Pinheiro, integrante remanescente do original TRIO VIRGULINO convidou Denise e Zumbi para oficialmente fazerem parte da nova formação do trio e junto com a chegada deles tem inicio a turnê em comemoração aos 50 anos de carreira da banda e assim seguem viajando pelo Brasil afora, sempre divertindo e embalando os milhares de fãs com irreverencia e a tradição que o forró pé-de-serra do Trio mais querido do Brasil pedem.

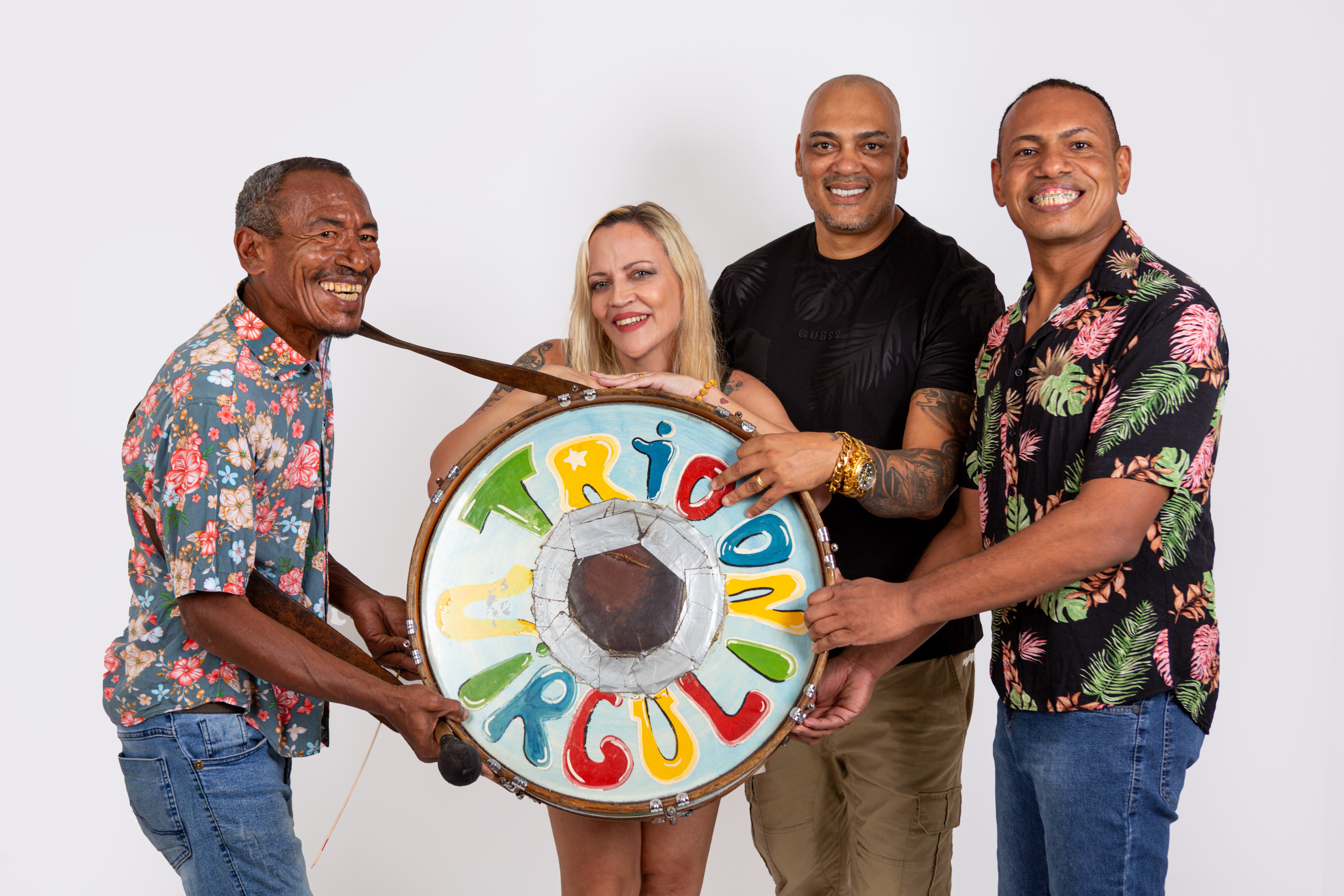
Foto Divulgação Trio Virgulino Junho 2025 - Gisele Oneda

## Discografia
- 1986 - Beijo Moreno
- 1996 - Trio Virgulino Ao Vivo
- 1998 - Forró & Paixão
- 1999 - O Beijo Que Você Me Deu
- 2001 - Coração Feliz
- 2005 - Forró do Futuro
- 2007 - Isto sim é São João
- 2008 - 26 Anos de Estrada
- 2009 - Isso aqui tá bom Demais
- 2011 - Vida de Forró